# 小果肉托果
小果肉托果（学名：Semecarpus microcarpa）为漆树科肉托果属的植物。分布于缅甸以及中国大陆的云南等地，生长于海拔1,200米的地区，多生在山坡林中，目前尚未由人工引种栽培。